# Antylopik północny
Antylopik północny (Raphicerus sharpei) – gatunek ssaka parzystokopytnego z rodziny wołowatych.
Obecny zasięg występowania gatunku obejmuje obszary Afryki południowo-wschodniej: północna Botswana, południowo-wschodnie części Demokratycznej Republiki Konga, Malawi, Mozambik, południowoafrykańska prowincja
Limpopo, Suazi, Tanzania, Zambia i Zimbabwe. Gatunek monotypowy. Nie wyróżniono podgatunków.
W Czerwonej księdze gatunków zagrożonych Międzynarodowej Unii Ochrony Przyrody i Jej Zasobów został zaliczony do kategorii LC (niskiego ryzyka).